# Hanshin-autosnelweg

Hanshin-autosnelwegennetwerk (in het rood)

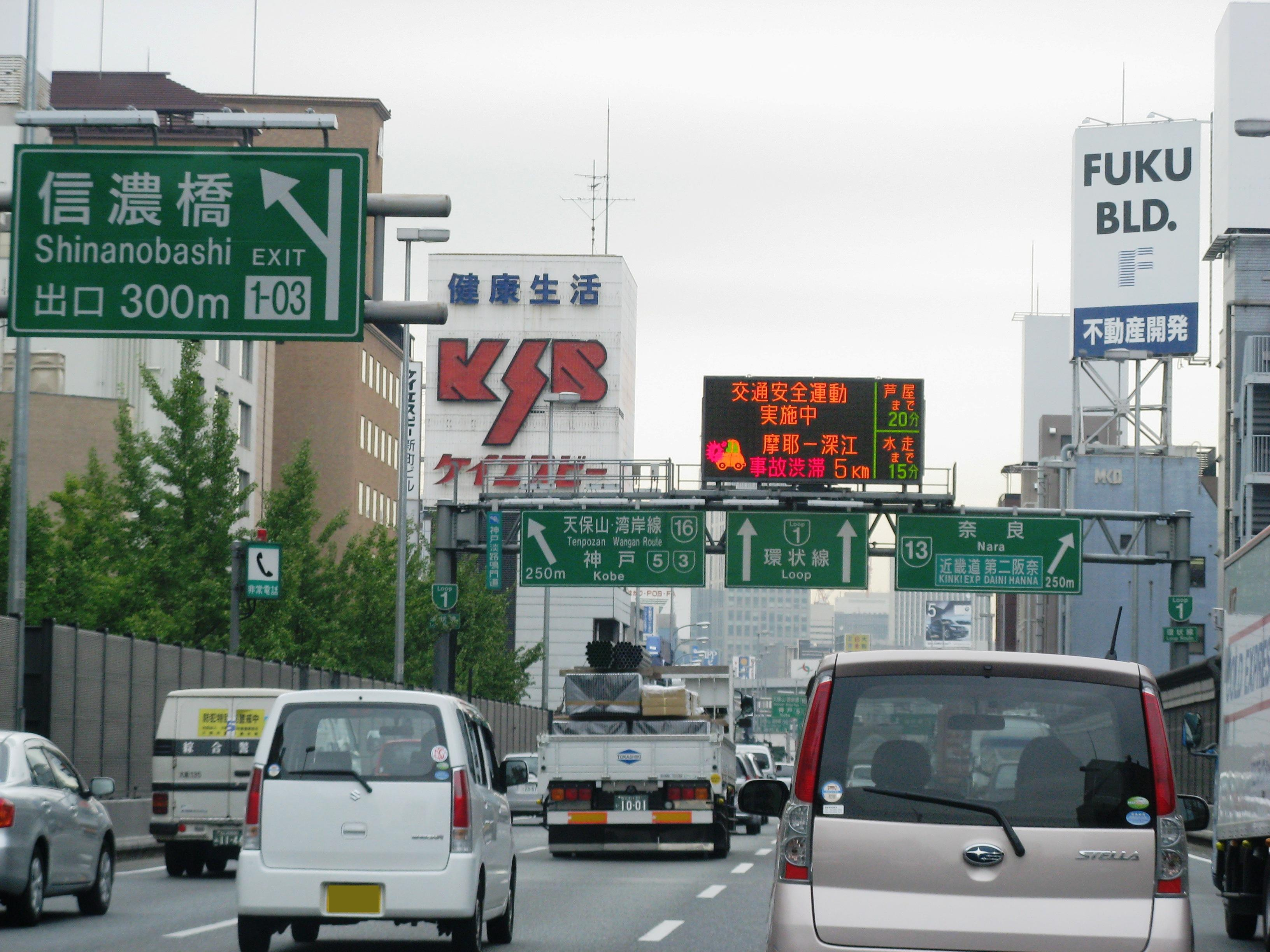
Hanshin-autosnelweg 1 in Shinanobashi, Osaka

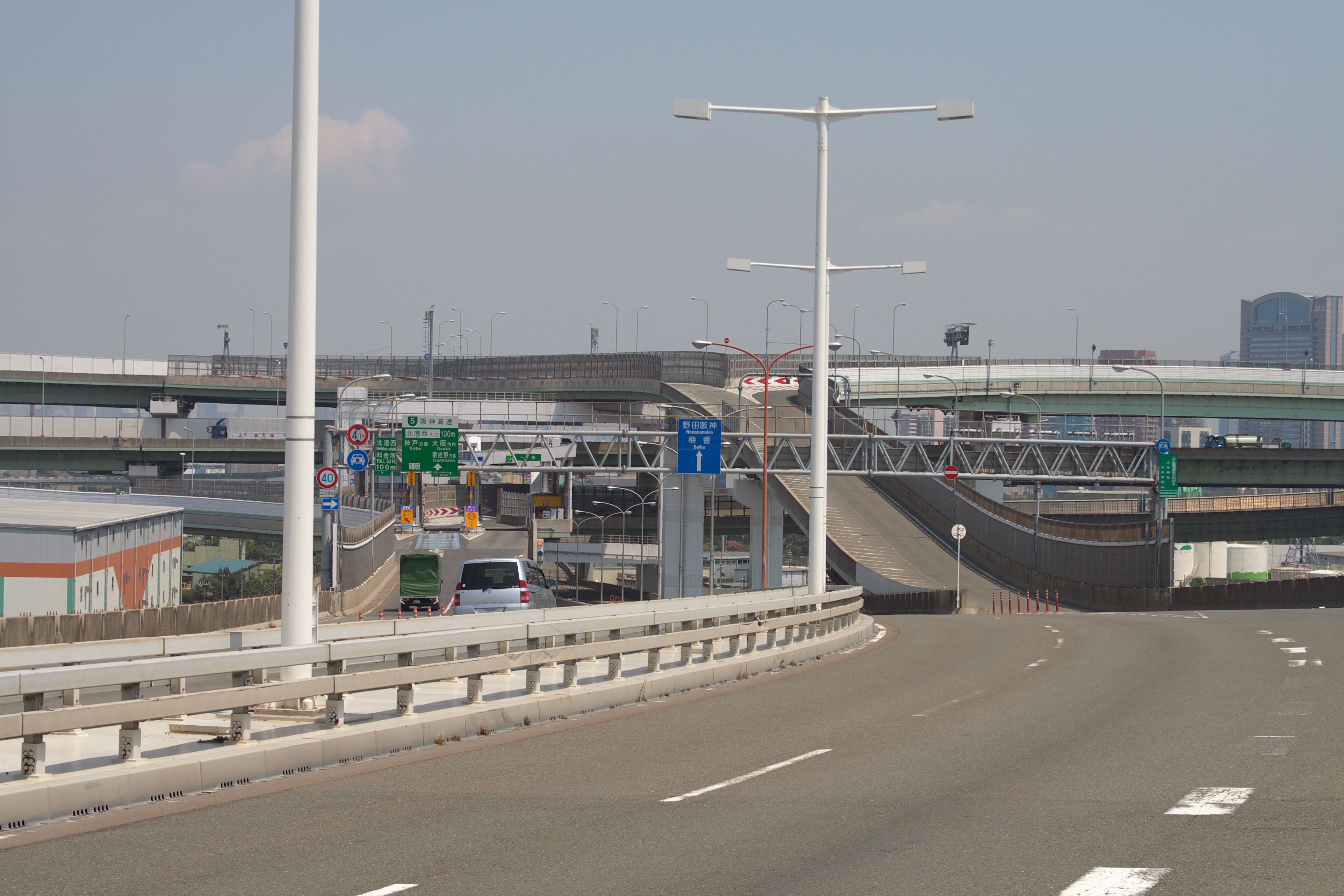
Hanshin-autosnelweg 5 (Baaikustlijn) in Konohana-ku (Osaka)

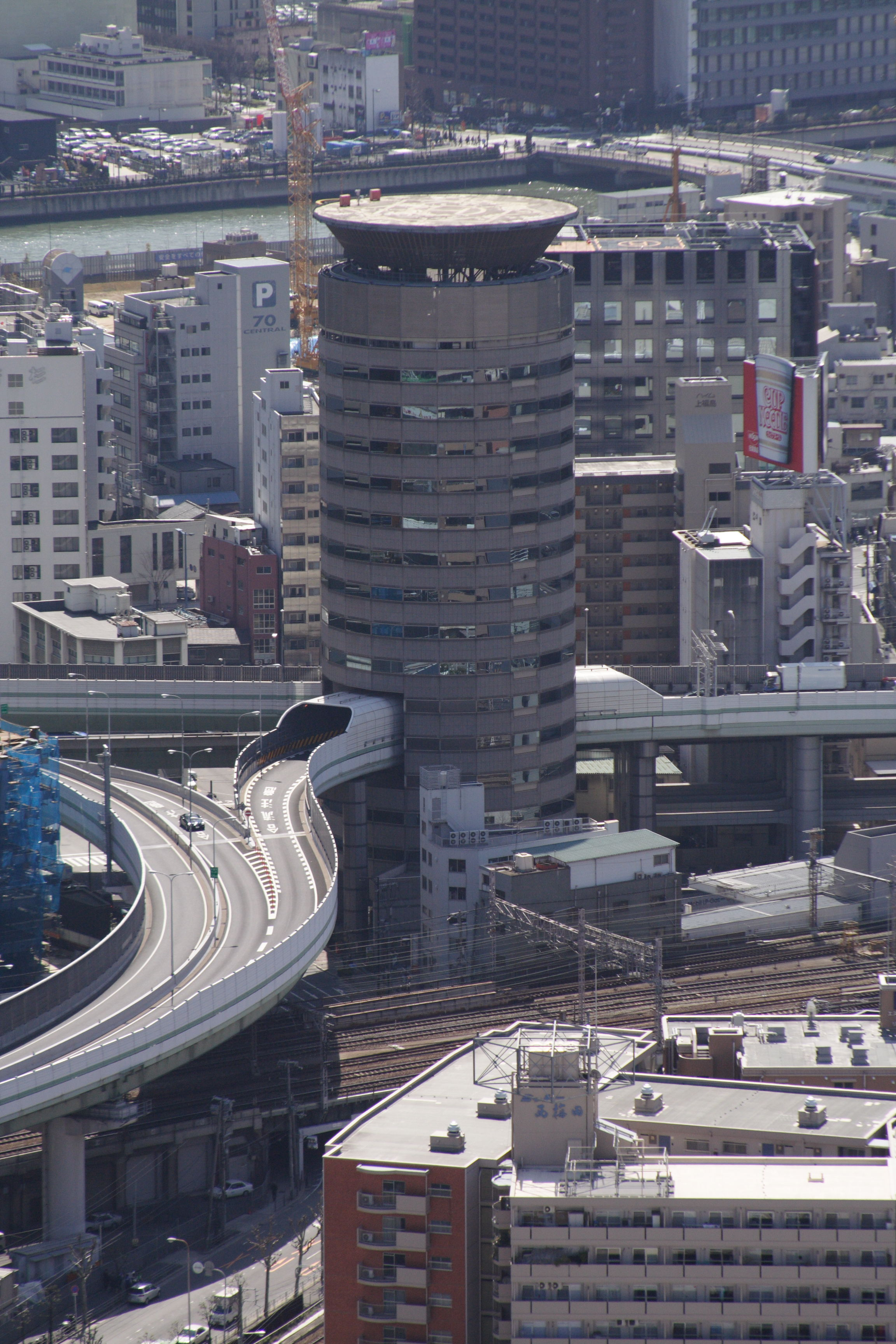
De Hanshin-autosnelweg 11 (Ikeda-lijn) loopt door de 5,6 en 7e verdieping van het Gate Tower Building

De Hanshin-autosnelweg (阪神高速道路, Hanshin Kōsoku-dōro) is een netwerk (239,3 km) van Japanse autosnelwegen in en rond de steden Osaka, Kobe en Kioto. De autosnelwegen worden beheerd door de Hanshin Autosnelwegmaatschappij  (阪神高速道路株式会社, Hanshin Kōsoku-dōro Kabushiki-gaisha). De autosnelweg werd in gebruik genomen in 1962.
Delen van de Hanshin-autosnelweg storten in tijdens de Grote Hanshin-aardbeving van 17 januari 1995. De ingestorte delen werden hersteld tegen eind 1996.

## Lijnen
Er zijn momenteel vijftien snelwegen binnen het netwerk.
| Nummer | Naam                | Japanse naam                                                 | Opmerkingen |
| ------ | ------------------- | ------------------------------------------------------------ | --- |
|        | Ringlijn            | 阪神高速1号環状線 Hanshin Kōsoku 1-gō kanjō-sen              | De ringweg is 10,3 km lang en loopt door de stad Osaka langs de wijken Naniwa-ku, Chuo-ku en Kita-ku.                                                                                   |
|        | Yodogawa-Sagan-lijn | 阪神高速2号淀川左岸線 Hanshin Kōsoku 2-gō Yodogawa-Sagan-sen | De autosnelweg is momenteel 1,5 km lang en loopt van de wijk Konohana-ku (Osaka) naar de wijk Kita-ku (Osaka). Het plan bestaat om de autosnelweg uit te breiden tot in de stad Kadoma. |
|        | Kobe-lijn)          | 阪神高速3号神戸線 Hanshin Kōsoku 3-gō Kobe-sen               | De autosnelweg is 39,6 km lang en loopt via de wijk Nishi-ku (Osaka) naar de steden Amagasaki, Nishinomiya, Ashiya (Hyogo) om te eindigen in de wijk Suma-ku in Kobe.                   |
|        | Baaikustlijn        | 阪神高速4号湾岸線 Hanshin Kōsoku 4-gō Wangan-sen             | De autosnelweg is 32,7 km lang en loopt via de wijk Minato-ku (Osaka) naar de steden Sakai, Izumiōtsu, Kishiwada om te eindigen in de stad Izumisano.                                   |
|        | Baaikustlijn        | 阪神高速5号湾岸線 Hanshin Kōsoku 5-gō Wangan-sen             | De autosnelweg is 23,1 km lang en loopt via de wijk Suminoe-ku (Osaka) naar de steden Amagasaki, Nishinomiya, Ashiya (Hyogo) om te eindigen in de wijk Tarumi-ku in Kobe.               |
|        | Kita Kobe-lijn      | 阪神高速7号北神戸線 Hanshin Kōsoku 7-gō Kita Kobe-sen        | De autosnelweg is 35,6 km lang en loopt via de wijk Nishi-ku over de wijken Suma-ku en Kita-ku in de stad Kobe naar de stad Nishinomiya.                                                |
|        | Kyoto-lijn          | 阪神高速8号京都線 Hanshin Kōsoku 8-gō Kyoto-sen              | De autosnelweg is 9,9 km lang en loopt door de wijken Yamashina-ku Fushimi-ku en Minami-ku van de stad Kioto. De autosnelweg werd in 2008 geopend.                                      |
|        | Ikeda-lijn          | 阪神高速11号池田線 Hanshin Kōsoku 11-gō Ikeda-sen            | De autosnelweg is 21,6 km lang en loopt via de wijk Nishi-ku (Osaka) naar de steden Amagasaki, Toyonaka, Kawanishi om te eindigen in de stad Ikeda.                                     |
|        | Moriguchi-lijn      | 阪神高速12号守口線 Hanshin Kōsoku 12-gō Moriguchi-sen        | De autosnelweg is 12,1 km lang en loopt via de wijken Kita-ku, Miyakojima-ku, Jōtō-ku en Asahi-ku in de stad Osaka naar de stad Moriguchi.                                              |
|        | Higashi Osaka-lijn  | 阪神高速13号東大阪線, Hanshin Kōsoku 13-gō Higashi Osaka-sen | De autosnelweg is 12,5 km lang en loopt via de wijken Chūō-ku en Higashinari-ku in de stad Osaka naar de stad Higashiōsaka.                                                             |
|        | Matsubara-lijn      | 阪神高速14号松原線, Hanshin Kōsoku 14-gō Matsubara-sen       | De autosnelweg is 12,1 km lang en loopt via de wijk Naniwa-ku (Osaka) naar de stad Matsubara.                                                                                           |
|        | Sakai-lijn          | 阪神高速15号堺線, Hanshin Kōsoku 15-gō Sakai-sen             | De autosnelweg is 13,4 km lang en loopt via de wijken Chūō-ku, Naniwa-ku, Nishinari-ku en Suminoe-ku in de stad Osaka naar de wijk Sakai-ku in de stad Sakai.                           |
|        | Osakako-lijn        | 阪神高速16号大阪港線, Hanshin Kōsoku 16-gō Osakako-sen       | De autosnelweg is 7,2 km lang en loopt door de stad Osaka langs de wijken Chūō-ku, Nishi-ku en Minato-ku.                                                                               |
|        | Nishi Osaka-lijn    | 阪神高速17号西大阪線, Hanshin Kōsoku 17-gō Nishi Osaka-sen   | De autosnelweg is 3,8 km lang en loopt door de stad Osaka langs de wijken Nishinari-ku en Minato-ku.                                                                                    |
|        | Kobe Yamate-lijn    | 阪神高速31号神戸山手線, Hanshin Kōsoku 31-gō Kobe Yamate-sen | De autosnelweg loopt door de stad Kobe langs de wijken Nagata-ku en Suma-ku. |